# Karl Arndt (Politiker)
Karl Adam Arndt (* 13. Oktober 1886 in Kreuzburg/Oberschlesien; † 2. November 1949 in Berlin-Wilmersdorf) war ein sozialdemokratischer Politiker und Gewerkschafter.
Arndt, Sohn eines Schlossermeisters, trat 1908 nach einer Schlosserlehre in die SPD ein und wurde aktiver Gewerkschafter sowie Mitglied im Deutschen Metallarbeiterverband.
Im Wahlkreis Dresden-Bautzen wurde Arndt 1929 in den Sächsischen Landtag gewählt. Nach der Machtergreifung der NSDAP verlor er alle Ämter und wurde höchstwahrscheinlich von der Gestapo verhaftet. Über sein Schicksal in der Zeit des Nationalsozialismus ist jedoch nichts bekannt.
1945 ging Arndt nach Berlin, wo er sich erneut politisch betätigte. Er wurde im Bezirk Berlin-Charlottenburg SPD-Kreisvorsitzender und hatte dieses Amt bis 1946 inne.